# اتوواه (اکلاهما)
اتوواه(به انگلیسی: Etowah) شهری در ایالت اکلاهما کشور ایالات متحده آمریکا است که جمعیت آن در سرشماری سال ۲۰۱۰ میلادی، ۹۲ نفر بوده‌است.